# Тёрнер, Чарльз Уильям
Чарльз Уи́льям Тёрнер (англ. Charles William Turner; 28 мая 1921 — 2 сентября 1950) — солдат армии США, удостоился высочайшей военной награды США — медали Почёта за свои действия во время Корейской войны. Награждён посмертно за свои действия 1 сентября 1950 года.
Сначала Тёрнер вступил в Национальную гвардию штата Массачусетс. В 1941 году был призван на действительную военную службу и принял участие во второй мировой войне. В ноябре 1943 проходя службу в Италии попал в плен и до окончания войны оставался военнопленным.

## Наградная запись
Ранг и часть: сержант первого класса армии США второй разведроты второй пехотной дивизии. 
Место и дата: близ Йонгсана, Корея, 1 сентября 1950 года.
Поступил на службу в [штате] Массачусетс. [Место] рождения: Бостон, Массачусетс.
G.O. No.: 10, 16 февраля 1951

Сержант первого класса Тёрнер отличился благодаря выдающейся храбрости и отваге, проявленной при исполнении служебного долга и за его пределами в бою с противником. Крупный вражеский отряд при поддержке огня из миномётов и автоматического оружия начал атаку против его взвода. Сержант первого класса Тёрнер, командир отделения незамедлительно организовал своих людей для обороны. Затем он обнаружил, что противник атаковал танк, находящийся в 100 ярдах от его позиции. Оставив своё отделение, находящийся в безопасности он ринулся через простреливаемое место к уязвимой позиции и поднявшись на танк открыл огонь из открытого башенного пулемёта. Несмотря на плотный вражеский огонь он спокойно оставался на позиции ведя убийственно точный огонь и наводя танковую 75-мм пушку на цели. Его действия привел к уничтожению семи вражеских пулемётных гнёзд. Несмотря на полученные тяжёлые ранения он оставался у орудия, криками одобряя своих товарищей. В ходе боя танк получил свыше 50 прямых попаданий, перископы и антенна были уничтожены, три пули попали в турель пулемёта.  Несмотря на вражеский огонь Тёрнер оставался на месте пока взрыв не унёс его жизнь. Благодаря его бесстрашному и героическому поступку взвод смог отступить и позднее предпринять атаку, которая смела противника. Доблесть сержанта Тёрнера и его пример принесли ему высочайшую честь и поддержали уважаемые традиции армии США.                    
Оригинальный текст (англ.)
Sfc. Turner distinguished himself by conspicuous gallantry and intrepidity above and beyond the call of duty in action against the enemy. A large enemy force launched a mortar and automatic weapon supported assault against his platoon. Sfc. Turner, a section leader, quickly organized his unit for defense and then observed that the attack was directed at the tank section 100 yards away. Leaving his secured section he dashed through a hail of fire to the threatened position and, mounting a tank, manned the exposed turret machine gun. Disregarding the intense enemy fire he calmly held this position delivering deadly accurate fire and pointing out targets for the tank's 75mm. gun. His action resulted in the destruction of 7 enemy machine gun nests. Although severely wounded he remained at the gun shouting encouragement to his comrades. During the action the tank received over 50 direct hits; the periscopes and antenna were shot away and 3 rounds hit the machine gun mount. Despite this fire he remained at his post until a burst of enemy fire cost him his life. This intrepid and heroic performance enabled the platoon to withdraw and later launch an attack which routed the enemy. Sfc. Turner's valor and example reflect the highest credit upon himself and are in keeping with the esteemed traditions of the U.S. Army— 

## Награды
- Медаль Почёта
- Медаль Пурпурное сердце